# Ministère (christianisme)
Pour les articles homonymes, voir Ministère.
Le ministère  dans le christianisme est le service qu'un croyant ou une croyante accomplit selon un appel particulier de Dieu pour l'Église et la  mission.

## Origine
Le mot ministre est utilisé comme synonyme de diacre ou serviteur. Dans le grec ancien διάκονος / diákonos, utilisé dans le Nouveau Testament, est traduit par ministre dans le sens de « serviteur ».
Dans l'Épître aux Éphésiens, chapitre 4, verset 11, Paul de Tarse relate cinq ministères; celui d'apôtre, prophète, évangéliste, pasteur, enseignant. Dans la première épître à Timothée (chapitre 3, verset 1-13), il précise les qualifications pour le ministère.

## Usage actuel

### Catholicisme

#### Ministère ordonné
Dans le catholicisme, les ministères ordonnés sont le diaconat, le presbytérat, l'épiscopat, c'est-à-dire ceux du diacre, du prêtre et de l'évêque.

#### Ministère institué
Le ministère institué est un ministère créée par Paul VI en 1973 pour remplacer les ordres mineurs (lecteur, acolyte). Le 10 janvier 2021, par le motu proprio Spiritus Domini (en), le pape François a ouvert ces ministères institués aux femmes. En mars 2021, le pape François ajoute à ces ministères institués celui de catéchiste avec Antiquum ministerium.

### Protestantisme
Dans les Églises protestantes, et notamment réformées, il désigne les fidèles appelés à exercer un ministère, c'est-à-dire une fonction reconnue au service de l'Église locale ou nationale.
Le ministère d'évêque avec des fonctions de surveillance sur un groupe de pasteurs est présent dans certaines dénominations chrétiennes protestantes.

### Christianisme évangélique
Dans le christianisme évangélique, le ministère s'adresse à tout croyant né de nouveau qui a un appel de Dieu. Il y a les ministères institués du pasteur, du diacre, du conducteur de louange et de l'évangéliste. D’autres ministères peuvent également être présents, tel que celui d’ancien avec des fonctions similaires à celles du pasteur. Dans un certain nombre de communautés, l'église est dirigée par un conseil d’anciens, avec une insistance très forte sur la collégialité. Quand il y a un pasteur, celui-ci n’est que l’un des membres du conseil, sans autorité supérieure. Le ministère d’évêque avec une fonction de surveillance sur des églises à l’échelle régionale ou nationale est présent dans toutes les dénominations chrétiennes évangéliques, même si les titres de président du conseil ou de surveillant général sont majoritairement utilisés pour cette fonction,. Le terme évêque est explicitement utilisé dans certaines dénominations. Dans certaines églises du mouvement de la nouvelle réforme apostolique, il y a la présence de cinq ministères; ceux d'apôtre, prophète, évangéliste, pasteur, enseignant.
La formation des ministres s’effectue dans un institut de théologie évangélique pour une durée d’une année (certificat) à quatre années (licence, master) en théologie évangélique. Les ministres peuvent se marier et avoir des enfants. Le pasteur est généralement ordonné lors d’une cérémonie appelée consécration pastorale,,.

### Ministères féminins

#### Protestantisme
Certains mouvements protestants autorisent les femmes à être pasteures. Chez les protestants français, c'est le cas depuis 1965. Emmanuelle Seyboldt est ainsi pasteure depuis 1994 et à la tête de l'église protestante unie depuis mai 2017.

#### Évangélisme
Certaines confessions chrétiennes évangéliques autorisent officiellement le ministère des femmes dans les églises. La première femme baptiste qui a été consacré pasteur est l’Américaine Clarissa Danforth d’une église baptiste libre en 1815. D’autres premières ordinations de femmes pasteures ont également eu lieu dans diverses dénominations. En 1882, dans les Églises baptistes américaines USA . Dans les Assemblées de Dieu des États-Unis, en 1927. En 1965, dans la Convention baptiste nationale, USA . En 1969, dans la Convention baptiste nationale progressiste. En 1975, dans l’Église Foursquare.